# Kendeffytanya
Kendeffytanya (románul: Bujor) falu Romániában, Maros megyében.

## Története
Mezőméhes község része. A trianoni békeszerződésig Torda-Aranyos vármegye Marosludasi járásához tartozott.

## Népessége
2002-ben 72 lakosa volt, ebből 51 román, 19 cigány és 2 magyar nemzetiségű.

## Vallások
A falu lakói közül 69-en ortodox, 2-en református hitűek.